# Emil Beyer
Emil Beyer (Nueva York, Estados Unidos, 22 de noviembre de 1876-Rockville Centre, Estados Unidos, 15 de octubre de 1934) fue un gimnasta artístico estadounidense, subcampeón olímpico en San Luis 1904 en el concurso por equipos.

## Carrera deportiva
En los JJ. OO. celebrados en San Luis (Misuri) en 1904 gana la medalla de plata en equipos, perteneciendo él al equipo de Nueva York, quedando en el podio tras el de Filadelfia (oro) y por delante del de Chicago (bronce), y siendo sus compañeros: John Bissinger, Arthur Rosenkampff, Julian Schmitz, Otto Steffen y Max Wolf.